# Ryan O'Neal
Charles Patrick Ryan O'Neal (Los Angeles, 20 de abril de 1941 – 8 de dezembro de 2023) foi um ator e ex-boxeador norte-americano. 
O'Neal treinava como boxeador amador antes de iniciar sua carreira artística em 1960. Em 1964, conseguiu o papel de Rodney Harrington na novela da ABC, Peyton Place. A série foi um sucesso instantâneo e impulsionou a carreira de O'Neal. Mais tarde, ele encontrou sucesso no cinema, mais notavelmente nos filmes Love Story (1970), pelo qual recebeu indicações ao Oscar e ao Globo de Ouro de Melhor Ator; What's Up, Doc? (1972) e Lua de Papel (1973), de Peter Bogdanovich, Barry Lyndon (1975), de Stanley Kubrick, e Uma Ponte Longe Demais (1977), de Richard Attenborough. De 2005 a 2017, O'Neal teve um papel recorrente na série de TV da FOX, Bones, como Max, pai da protagonista. 
O'Neal morreu no dia 7 de dezembro de 2023 aos 82 anos.

## Biografia
O'Neal nasceu em Los Angeles, no estado da Califórnia, em 1941, sendo o filho mais velho da atriz Patricia Ruth Olga (nascida Callaghan; 1907–2003) e o romancista e roteirista Charles O'Neal. Seu pai era descendente de irlandeses e ingleses, enquanto sua mãe era de ascendência irlandesa por parte de pai e judaica asquenazita por parte de mãe. Seu irmão, Kevin, é ator e roteirista.
O'Neal frequentou a escola secundária University High School, em Los Angeles, e lá ele treinava para se tornar um boxeador da Golden Gloves. Durante o final dos anos 50, seu pai trabalhava como roteirista em uma série de televisão chamada Citizen Soldier, e se mudou com a família para Munique, na Alemanha, onde O'Neal frequentou a Munich American High School.

## Carreira

### Papéis televisivos e primeiros trabalhos
Na Alemanha, O'Neal estava tendo dificuldades na escola então sua mãe pediu alguns favores e lhe conseguisse um emprego como substituto no programa Tales of the Vikings, que estava sendo filmado na área. Ali, O'Neal trabalhou como figurante e dublê e pegou gosto pela atuação.
O'Neal voltou para os Estados Unidos e tentou fazer sucesso como ator. Estreou na televisão como convidado em The Many Loves of Dobie Gillis, no episódio "The Hunger Strike", em 1960. Este foi seguido por participações em The Untouchables, General Electric Theater, The DuPont Show with June Allyson, Laramie, Two Faces West, Westinghouse Playhouse (diversos episódios), Bachelor Father, My Three Sons, e The Virginian. O'Neal estava sob contrato com a Universal, mas eles o deixaram caducar.

### 1962–1963:Empire
De 1962 a 1963, O'Neal trabalhou na série da NBC, Empire, um faroeste moderno, que teve a duração de 33 episódios, onde viveu "Tal Garrett", personagem de apoio ao personagem do ator Richard Egan. Em 1963, a série foi relançada como Redigo, mas O'Neal recusou a chance de reviver seu papel.
Quando a série terminou, O'Neal voltou a participar como convidado em programas como Perry Mason e Wagon Train.

### 1964–1969:Peyton PlaceeThe Big Bounce
Em 1964 ele foi escalado como Rodney Harrington na série dramática do horário nobre Peyton Place. O'Neal disse que conseguiu o papel porque "o estúdio estava à procura de um jovem Doug McClure".
A série foi um grande sucesso, e tornou famosos os membros do elenco, incluindo O'Neal. Vários deles receberam ofertas de papéis no cinema, incluindo Mia Farrow, Rosemary's Baby (1968), e Barbara Parkins, O Vale das Bonecas (1967), e O'Neal estava ansioso para fazer filmes.
Durante a exibição da série, O'Neal apareceu no piloto de uma possível futura série, European Eye (1968). Ele também foi contratado pela ABC como artista musical.
O primeiro papel principal de O'Neal em um longa-metragem veio com The Big Bounce (1969), baseado em um romance de Elmore Leonard. Em 1969, ele apareceu em uma versão para TV de Under the Yum Yum Tree (1963). A seguir, ele interpretou um atleta olímpico em The Games (1970). Nenhum dos dois filmes foi particularmente bem-sucedido.

### 1970–1973:Love Story,What's Up, Doc?eLua de Papel
Em 1970, ele interpretou um atleta olímpico em The Games. O filme fora co-escrito por Erich Segal, que recomendou O'Neal para o papel principal em Love Story (1970), baseado no romance e roteiro de Segal. Vários atores haviam recusado o papel, incluindo Beau Bridges e Jon Voight, antes dele ser oferecido a O'Neal. Seu pagamento era de US $25.000; ele disse que tinha uma oferta que pagava cinco vezes mais para aparecer em um filme de Jerry Lewis, mas O'Neal sabia que Love Story era o prospecto melhor e o escolheu. O chefe do estúdio Paramount, Robert Evans, que era casado com a protagonista do filme, Ali MacGraw, disse que eles testaram outros 14 atores, mas nenhum se comparou a O'Neal; ele disse que o papel era "um papel estilo Cary Grant - um protagonista bonito e com muita emoção". "Espero que os jovens gostem", disse O'Neal antes do lançamento do filme. "Eu não quero voltar para a TV. Não quero voltar àquelas convenções da Associação Nacional de Emissoras". Love Story acabou tornando-se um fenômeno de bilheteria. Isso fez de O'Neal uma estrela e lhe rendeu uma indicação ao Oscar de Melhor Ator, embora O'Neal não tenha gostado de nunca ter ganho nenhuma porcentagem dos lucros, ao contrário da co-estrela Ali MacGraw.
Entre a produção e o lançamento do filme, O'Neal apareceu em um telefilme escrito por Eric Ambler, Love Hate Love (1971), o qual recebeu boas notas. Ele também fez um faroeste, Wild Rovers (1971), com William Holden e direção de Blake Edwards. Wild Rovers, mal editado pela MGM, foi consideravelmente menos popular que Love Story. O'Neal iria fazer outro filme para a MGM, Deadly Honeymoon, baseado em um romance de Larry Block, no entanto, O'Neal desistiu. Peter Bogdanovich disse mais tarde que o diretor da MGM, Jim Aubrey, foi "cruel" com O'Neal.
O'Neal também foi procurado pelo diretor Nic Roeg para fazer par com Julie Christie em uma adaptação de Den afrikanske Farm, o qual nunca foi feito. Em vez disso, O'Neal estrelou a comédia maluca What's Up, Doc? (1972), dirigida por Bogdanovich, fazendo par com Barbra Streisand. O filme foi a terceira maior bilheteria de 1972, e levou-o a receber uma oferta para estrelar um filme de Stanley Kubrick, Barry Lyndon (1975). Enquanto o filme estava em fase de pré-produção, O'Neal interpretou um ladrão de joias em The Thief Who Came to Dinner (1972), contracenando com Jacqueline Bisset e Warren Oates. Em seguida, ele trabalhou novamente com Bogdanovich em Lua de Papel (1973), no qual estrelou ao lado de sua filha Tatum O'Neal. Tatum ganhou um Oscar por sua atuação no popular filme, e em 1973, Ryan O'Neal foi eleito pelos cinemas como a segunda estrela mais popular do país, atrás apenas de Clint Eastwood.

## Filmografia

### Cinema
| Ano  | Título                                    | Título em português                                                  | Personagem                        | Notas                                                                                 |
| ---- | ----------------------------------------- | -------------------------------------------------------------------- | --------------------------------- | ------------------------------------------------------------------------------------- |
| 1969 | The Big Bounce                            | br: Cartada para o Inferno pt: A Perversa                            | Jack Ryan                         |                                                                                       |
| 1970 | The Games                                 | br: Os Jogos pt: Sonhos de Glória                                    | Scott Reynolds                    |                                                                                       |
| 1970 | Love Story                                | br: Love Story: Uma História de Amor pt: Love Story                  | Oliver Barrett IV                 | Indicado ao Oscar de Melhor ator e ao Globo de Ouro de Melhor Ator em Filme Dramático |
| 1971 | Love Hate Love                            | br: Amor Feito de Ódio                                               | Russ Emery                        | Telefilme                                                                             |
| 1971 | Wild Rovers                               | br: Os Dois Indomáveis pt: Vagabundos Selvagens                      | Frank Post                        |                                                                                       |
| 1972 | What's Up, Doc?                           | br: Essa Pequena é uma Parada pt: Que Se Passa Doutor?               | Howard Bannister                  |                                                                                       |
| 1973 | The Thief Who Came to Dinner              | br: O Ladrão que Veio Jantar pt: O Ladrão que Veio para Jantar       | Webster McGee                     |                                                                                       |
| 1973 | Paper Moon                                | br/pt: Lua de Papel                                                  | Moses Pray                        | Indicado ao Globo de Ouro de Melhor Ator em Comédia ou Musical                        |
| 1975 | Barry Lyndon                              | br/pt: Barry Lyndon                                                  | Barry Lyndon                      |                                                                                       |
| 1976 | Nickelodeon                               | br: No Mundo do Cinema pt: O Vendedor de Sonhos                      | Leo Harrigan                      |                                                                                       |
| 1977 | A Bridge Too Far                          | br/pt: Uma Ponte Longe Demais                                        | Brigadeiro General James M. Gavin |                                                                                       |
| 1978 | The Driver                                | br: Caçador de Morte pt: O Profissional                              | O Motorista                       |                                                                                       |
| 1978 | Oliver's Story                            | br: A História de Oliver pt: Oliver's Story                          | Oliver Barrett IV                 |                                                                                       |
| 1979 | The Main Event                            | br: Meu Lutador Favorito pt: Treinador de Saias                      | Eddie 'Kid Natural' Scanlon       |                                                                                       |
| 1981 | So Fine                                   | br: Amor na Medida Certa pt: Os Buracos Estão na Moda                | Joseph Wiley                      |                                                                                       |
| 1981 | Circle of Two                             | br: Círculo de Dois Amantes                                          | Financiador do teatro             | Não creditado                                                                         |
| 1981 | Green Ice                                 | br: Inferno Verde pt: Esmeraldas Sangrentas                          | Bobby Fine                        |                                                                                       |
| 1982 | Partners                                  | br: Dois Tiras Meio Suspeitos                                        | Sgt. Benson                       |                                                                                       |
| 1984 | Irreconcilable Differences                | br: Diferenças Irreconciliáveis pt: Divórcio em Hollywood            | Albert Brodsky                    |                                                                                       |
| 1985 | Fever Pitch                               | pt: A Febre do Jogo                                                  | Steve Taggart                     |                                                                                       |
| 1987 | Tough Guys Don't Dance                    | br: 'A Marca do Passado pt: Os duros Não Brincam                     | Tim Madden                        | Indicado ao Framboesa de Ouro de Pior Ator                                            |
| 1989 | Chances Are                               | br: O Céu se Enganou pt: Como o Céu Se Enganou                       | Philip Train                      |                                                                                       |
| 1989 | Small Sacrifices                          | br: O Sacrificio Final                                               | Lew Lewiston                      | Telefilme                                                                             |
| 1992 | The Man Upstairs                          |                                                                      | Mooney Polaski                    | Telefilme                                                                             |
| 1995 | Man of the House                          | br: O Homem da Casa pt: O Homem Lá de Casa                           | Homem com a faca                  | Não creditado                                                                         |
| 1996 | Faithful                                  | br: Fiel, mas nem Tanto pt: Fielmente Teu                            | Jack Connor                       |                                                                                       |
| 1997 | Hacks                                     | br: Assassinato em Hollywood                                         | Dr. Applefield                    | Títulos alternativos: Sink or Swim e The Big Twist                                    |
| 1997 | An Alan Smithee Film: Burn Hollywood Burn | br: Hollywood - Muito Além das Câmeras pt: Um Realizador de Respeito | James Edmunds                     | Indicado ao Framboesa de Ouro de Pior Ator                                            |
| 1998 | Zero Effect                               | br: Efeito Zero pt: Zero - O Superdetective                          | Gregory Stark                     |                                                                                       |
| 1999 | Coming Soon                               | br: Quase Lá pt: Uma Época de Mudança                                | Dick                              |                                                                                       |
| 2000 | The List                                  | br: A Lista                                                          | Richard Miller                    |                                                                                       |
| 2001 | Epoch                                     | br: Portal da Morte                                                  | Allen Lynsdar                     | Telefilme                                                                             |
| 2002 | People I Know                             | br: O Articulador pt: Gente Conhecida                                | Cary Launer                       |                                                                                       |
| 2003 | People I Know                             |                                                                      | Phil (Gerente de banco)           | Título alternativo: The Gentleman Bandit                                              |
| 2003 | Malibu's Most Wanted                      | br: Seqüestro em Malibu pt: O Mais Procurado                         | Bill Gluckman                     |                                                                                       |
| 2012 | Slumber Party Slaughter                   |                                                                      | William O'Toole                   | Filme slasher                                                                         |
| 2015 | Knight of Cups                            | br/pt: Cavaleiro de Copas                                            | Ryan                              |                                                                                       |
| 2015 | Unity                                     |                                                                      | Narrador                          |                                                                                       |

### Televisão
| Ano     | Título                            | Papel                    | Notas                                        |
| ------- | --------------------------------- | ------------------------ | -------------------------------------------- |
| 1960    | The Many Loves of Dobie Gillis    | Herm                     | Episódio: "The Hunger Strike"                |
| 1960    | The Untouchables                  | Porteiro (Não creditado) | Episódio: "Jack 'Legs' Diamonds"             |
| 1960    | General Electric Theater          | Art Anderson             | Episódio: "The Playoff"                      |
| 1961    | The DuPont Show with June Allyson | Cadete Wade Farrell      | Episódio: "Without Fear"                     |
| 1961    | Bachelor Father                   | Marty Braden             | Episódio: "Bentley and the Great Debate"     |
| 1961    | Laramie                           | Johnny Jacobs            | Episódio: "Bitter Glory"                     |
| 1961    | Leave It to Beaver                | Tom Henderson            | Episódio: "Wally Goes Steady"                |
| 1962    | My Three Sons                     | Chug Williams            | Episódio: "Chug and Robbie"                  |
| 1962-63 | Empire                            | Tal Garrett              | 31 episódios                                 |
| 1963    | The Virginian                     | Ben Anders               | Episódio: "It Takes a Big Man"               |
| 1964    | Perry Mason                       | John Carew               | Episódio: "The Case of the Bountiful Beauty" |
| 1964-69 | Peyton Place                      | Rodney Harrington        | 422 episódios                                |
| 1991    | Good Sports                       | Bobby Tannen             | 15 episódios                                 |
| 1992    | 1775                              | Jeremy Proctor           | Episódio piloto                              |
| 1995    | The Larry Sanders Show            | Ele mesmo                | 2 episódios                                  |
| 2000–01 | Bull                              | Robert Roberts, Jr.      | 6 episódios                                  |
| 2003    | Miss Match                        | Jerry Fox                | 18 episódios                                 |
| 2005    | Desperate Housewives              | Rodney Scavo             | Episódio: "Your Fault"                       |
| 2010    | 90210                             | Spence Montgomery        | 3 episódios                                  |
| 2006–17 | Bones                             | Max Brennan              | 24 episódios                                 |

## Prêmios e indicações
| Ano  | Prêmio            | Filme                                     | Categoria                                               | Resultado |
| ---- | ----------------- | ----------------------------------------- | ------------------------------------------------------- | --------- |
| 1971 | Globo de Ouro     | Love Story                                | Melhor Ator em Filme Dramático                          | Indicado  |
| 1971 | Oscar             | Love Story                                | Melhor Ator                                             | Indicado  |
| 1971 | Prêmio David      | Love Story                                | Melhor Ator Estrangeiro                                 | Venceu    |
| 1974 | Globo de Ouro     | Lua de Papel                              | Melhor Ator em Comédia ou Musical                       | Indicado  |
| 1988 | Framboesa de Ouro | Tough Guys Don't Dance                    | Pior Ator                                               | Indicado  |
| 1990 | Framboesa de Ouro | –                                         | Pior Ator da Década de 80                               | Indicado  |
| 1998 | Framboesa de Ouro | An Alan Smithee Film: Burn Hollywood Burn | Pior Ator                                               | Indicado  |
| 2005 | Framboesa de Ouro | –                                         | Pior Perdedor do Framboesa nos Nossos 25 Primeiros Anos | Indicado  |